# The Future Bites
The Future Bites è il sesto album in studio del cantautore britannico Steven Wilson, pubblicato il 29 gennaio 2021 dalla Caroline Records.

## Descrizione
Il disco è stato descritto dall'artista come una «visione desolante di una distopia in avvicinamento»: i nove brani in esso contenuti affrontano infatti un'esplorazione di come il cervello umano si è evoluto nell'era di Internet, ponendo l'ascoltatore di fronte a un mondo di dipendenze tipiche del XXI secolo, passando dalla terapia di vendita al dettaglio fuori controllo, dalla rete sociale manipolatrice fino alla perdita di individualità.
Dal punto di vista musicale si tratta di un album principalmente pop e più vicino alla forma canzone, senza quindi presentare le lunghe sezioni strumentali o gli estesi assoli tipici delle precedenti pubblicazioni di Wilson. Tra le eccezioni vi sono 12 Things I Forgot e Follower, di stampo rock, Eminent Sleaze, caratterizzato da un riff funk di basso, e Personal Shopper, della durata di oltre nove minuti e contraddistinto da svariati elementi derivanti dalla musica elettronica.

## Promozione
La campagna promozionale per The Future Bites si è svolta attraverso la rete sociale dell'artista e l'omonima The Future Bites™, una compagnia fittizia specializzata in prodotti esclusivi e di fascia alta nel cui sito web ha incluso sia un negozio online per le varie edizioni dell'album sia prodotti volutamente falsi e di vario tipo, tra cui della carta igienica. Riguardo a questa scelta, Wilson ha spiegato:
Il 12 marzo 2020 è stato presentato il primo singolo Personal Shopper, distribuito unicamente per il download digitale e per lo streaming, e annunciata la data di pubblicazione del disco, fissata al 12 giugno dello stesso anno. Con l'avvento della pandemia di COVID-19, il musicista ha deciso di posticipare l'uscita di The Future Bites all'anno successivo e cancellare la relativa tournée promozionale originariamente programmata per l'autunno.
Il 22 settembre 2020 l'attività promozionale per l'album è ripresa, con l'annuncio di una nuova data di uscita fissata al 29 gennaio 2021 e la pubblicazione del secondo singolo Eminent Sleaze, accompagnato dal relativo video musicale. Il successivo 24 ottobre il singolo è stato distribuito anche in edizione CD e 12" in occasione del Record Store Day, mentre cinque giorni più tardi è stato distribuito digitalmente il terzo singolo King Ghost insieme a un videoclip animato. Il 24 novembre Wilson ha pubblicato il quarto singolo 12 Things I Forgot e rivelata l'edizione ultra deluxe di The Future Bites, limitata a una sola copia e del valore di 10 000 sterline. Il 27 di tale mese è stato diffuso il video di Personal Shopper.
Il 7 dicembre è uscito per il download digitale l'EP The B-Sides Collection, composto da quattro brani originariamente inclusi come b-side delle edizioni fisiche di Eminent Sleaze e 12 Things I Forgot. Contemporaneamente Wilson ha rivelato le nuove date della tournée europea, inizialmente prevista tra settembre e ottobre 2021, ma cancellandola definitivamente pochi mesi più tardi a causa della pandemia di COVID-19. Il 26 gennaio è stato pubblicato il quinto ed ultimo singolo dell'album, Man of the People, accompagnato da un lyric video, mentre il 1º febbraio è uscito il video musicale di Self, diretto da Miles Skarin.
Il 31 marzo 2021 l'artista ha reso disponibile per l'acquisto una versione remixata di Personal Shopper realizzata da Nile Rodgers, a cui ha fatto seguito il relativo video.

## Tracce
Testi e musiche di Steven Wilson, eccetto dove indicato.

### Edizione standard
1. Unself – 1:05
2. Self – 2:55
3. King Ghost – 4:06
4. 12 Things I Forgot – 4:42
5. Eminent Sleaze – 3:52
6. Man of the People – 4:41
7. Personal Shopper – 9:49
8. Follower – 4:39
9. Count of Unease – 6:08

7" bonus nella Tour Edition LP (Germania, Regno Unito)
1. Hey Sleeper – 3:14

### Edizione deluxe
CD 2 – Instrumentals
1. Unself – 1:04
2. Self – 2:55
3. King Ghost – 4:06
4. 12 Things I Forgot – 4:45
5. Eminent Sleaze – 3:49
6. Man of the People – 4:42
7. Personal Shopper – 9:46
8. Follower – 4:39
9. Count of Unease – 6:07

CD 3 – Bonus Content
1. Personal Shopper (Extended Remix) – 19:44
2. Unself (Long Version) – 2:45
3. Ha Bloody Ha – 5:07
4. Move like a Fever – 4:45
5. King Ghost (Extended Remix) – 8:28
6. I Am Cliche – 2:55
7. Wave the White Flag – 4:33
8. Eminent Sleaze (Extended Remix) – 8:15
9. In Pieces – 4:03
10. Every Kingdom Falls – 4:06

CD 4 – Pleasure Deceives
1. Untitled – 60:00

BD
1. The Future Bites – 41:57
2. The Future Bites (Instrumentals) – 41:53
3. Personal Shopper (Music Video)
4. King Ghost (Music Video)
5. Eminent Sleaze (Music Video)

MC – Deluxe Edition Bonus Content on Obsolete Media
- Lato A

1. Self (130619)
2. Anyone but Me (200719)

- Lato B

1. King Ghost (200918)
2. Count of Unease (Demo)

Contenuto bonus nella Ultra Deluxe Music Product on Obsolete Media Limited Edition of One
- 12" – Eminent Sleaze Test Pressing

1. Eminent Sleaze – 3:55
2. Eyewitness – 5:19
3. In Floral Green – 5:33 (John Mitchell) – originariamente interpretata dai Lonely Robot

- 12" – 12 Things I Forgot Test Pressing

1. 12 Things I Forgot – 4:42
2. Move like a Fever – 6:14
3. King Ghost (Tangerine Dream Mix) – 9:23

- 12" – The Future Bites Test Pressing

1. Unself – 1:05
2. Self – 2:55
3. King Ghost – 4:06
4. 12 Things I Forgot – 4:42
5. Eminent Sleaze – 3:52
6. Man of the People – 4:41
7. Personal Shopper – 9:49
8. Follower – 4:39
9. Count of Unease – 6:08

- CD – Exclusive Audio Items

1. Twilight Zone (Vienna Soundcheck 21/4/2016) – 4:32

- 7" – Exclusive Audio Items

1. The Tastemaker – 2:17

### Edizione deluxe digitale
1. Eyewitness – 5:19
2. In Floral Green – 5:33 (John Mitchell) – originariamente interpretata dai Lonely Robot
3. Move like a Fever (Extended Vinyl Mix) – 6:14
4. Anyone but Me – 3:53
5. Personal Shopper (Biffy Clyro Remix) – 4:37
6. Follower (Hexadeci Mix) – 6:28
7. Personal Shopper (Nile Rodgers Remix) – 6:10
8. King Ghost (Magit Cacoon Mix) – 6:10
9. Personal Shopper (Pure Reason Revolution Mix) – 4:45
10. King Ghost (Tangerine Dream Mix) – 9:23
11. Personal Shopper (Fitness Tracker-Shearwater Mix) – 5:44
12. Personal Shopper (Extended Version) – 19:42
13. Unself (Long Version) – 2:45
14. Ha Bloody Ha (Bonus Version) – 5:07
15. Move like a Fever – 4:43
16. King Ghost (Extended Mix) – 8:26
17. I Am Cliche – 2:53
18. Wave the White Flag – 4:33
19. Eminent Sleaze (Extended Remix) – 8:13
20. In Pieces – 3:58
21. Every Kingdom Falls – 4:06

## Formazione
Musicisti
- Steven Wilson – voce, chitarra acustica (eccetto tracce 3, 5 e 9), pianoforte (tracce 1, 4, 8 e 9), onde corte (tracce 1, 3, 8 e 9), chitarra elettrica (eccetto tracce 1 e 3), basso (eccetto tracce 1, 3 e 7), sintetizzatore (eccetto tracce 1 e 5), campionatore (tracce 2, 6-8), shaker (traccia 2), Fender Rhodes (tracce 4-6), autoharp (tracce 4 e 6), percussioni a mano, battimani, pianoforte Leslie e arrangiamento strumenti ad arco (traccia 5), percussioni (tracce 7 e 9), organo Hammond e vibrafono (traccia 9)
- David Kosten – programmazione (eccetto traccia 9), sintetizzatore (traccia 3), bordone (traccia 9)
- Yali – voce (tracce 1 e 2)
- Mia – voce (tracce 1 e 2)
- Michael Spearman – batteria (tracce 2, 4, 7 e 8), hi-hat (tracce 3, 5 e 6)
- Richard Barbieri – sintetizzatore (traccia 2)
- Wendy Harriott – voce (tracce 2, 5 e 7)
- Bobbie Gordon – voce (tracce 2, 5 e 7)
- Crystal Williams – voce (tracce 2, 5 e 7)
- Rou Reynolds – voce (traccia 2)
- Rina Mushonga – voce (traccia 2)
- Mos Capri – voce (traccia 2)
- JAKL – voce (traccia 2)
- Emilia – voce (traccia 2)
- Lihi – voce (traccia 2)
- Romi – voce (traccia 2)
- Guy – voce (traccia 2)
- Gali – voce (traccia 2)
- Mati – voce (traccia 2)
- Tom – voce (traccia 2)
- Shai – voce (traccia 2)
- Jason Cooper – piatti e percussioni (traccia 3)
- Blaine Harrison – voce (traccia 4)
- Jack Flanagan – voce (traccia 4)
- Nick Beggs – Chapman Stick, chitarra phaser e posate (traccia 5), basso (traccia 7)
- Adam Holzman – pianoforte elettrico wah wah (traccia 5), sintetizzatore modulare Doepfer (traccia 8)
- London Session Orchestra – strumenti ad arco (traccia 5)
- Guy Protheroe – direzione (traccia 5)
- Elton John – voce narrante (traccia 7)
- Rotem Wilson – voce narrante (traccia 7)
- Fyfe Dangerfield – voce (traccia 7)

Produzione
- David Kosten – produzione, registrazione, missaggio (eccetto tracce 2 e 4)
- Steven Wilson – produzione, missaggio 5.1 e Dolby Atmos
- Marco Pasquariello – registrazione aggiuntiva
- Mo Hausler – montaggio
- Cenzo Townshed – missaggio (eccetto tracce 2 e 4)
- Jake Fields – missaggio Dolby Atmos
- Bob Ludwig – mastering

## Classifiche
| Classifica (2021)         | Posizione massima |
| ------------------------- | ----------------- |
| Australia                 | 47                |
| Austria                   | 2                 |
| Belgio (Fiandre)          | 19                |
| Belgio (Vallonia)         | 13                |
| Finlandia                 | 3                 |
| Francia                   | 41                |
| Germania                  | 3                 |
| Grecia                    | 27                |
| Irlanda                   | 88                |
| Italia                    | 11                |
| Norvegia                  | 27                |
| Paesi Bassi               | 2                 |
| Portogallo                | 5                 |
| Regno Unito               | 4                 |
| Spagna                    | 32                |
| Stati Uniti               | 193               |
| Stati Uniti (alternative) | 18                |
| Stati Uniti (rock)        | 37                |
| Svezia                    | 16                |
| Svizzera                  | 3                 |